# Limnaecia callimitris
Limnaecia callimitris is een vlinder uit de familie van de prachtmotten (Cosmopterigidae). De wetenschappelijke naam van de soort is voor het eerst geldig gepubliceerd in 1897 door Edward Meyrick.